# سنگ سفید (چشمه سار، یک)
الگو:جعبه روستا
سنگ سفید، روستایی از توابع بخش مرکزی شهرستان خوانسار در استان اصفهان ایران است.

## جمعیت
بر پایهٔ اطلاعات محلی، جمعیت روستای سنگ سفید در مرداد ماه سال ۱۴۰۴ حدود ۴۰۵ نفر بوده‌است. در ایام خاصی همچون دهه اول محرم، به‌دلیل حضور مهمانان و بازگشت اهالی مهاجرت‌کرده، جمعیت روستا تا ۵ برابر افزایش می‌یابد.

## جغرافیا
سنگ سفید در شمال‌غربی شهرستان خوانسار و در دامنه‌های زاگرس واقع شده‌است. این روستا در کنار جادهٔ اصلی خوانسار به سمت پلیس راه دامنه قرار دارد و فاصلهٔ آن با شهر خوانسار حدود ۴ کیلومتر است. همچنین، سنگ سفید حدود ۳ کیلومتر بالاتر از دهکده گردشگری گلستانکوه و سد باغکل واقع شده‌است.
ساختار روستا به‌طور عمده پیرامون خیابان اصلی آن، یعنی خیابان امام حسین (ع) شکل گرفته‌است. این خیابان ستون فقرات بافت مسکونی روستا به‌شمار می‌رود و به‌مرور زمان کوچه‌ها و خیابان‌های فرعی به آن افزوده شده‌اند. در انتهای این خیابان که در بخش بالایی روستا قرار دارد، قنات مرق واقع شده‌است که منبع تأمین آب برای باغ‌های اطراف است. همچنین در منتهاالیه یکی دیگر از خیابان‌های روستا، چشمه میرزاگِلی قرار دارد که در اطراف آن درختان زردآلو به چشم می‌خورند.
زمین‌های کشاورزی روستا در مناطق کوهستانی بالادست سد باغکل قرار دارند و با نام‌های محلی چون تیزاب پایین، تیزاب بالا، استلان و مزاراش شناخته می‌شوند. از مسیر این روستا، راه دسترسی به روستاهای بالادست همچون روستای لایجند نیز فراهم است.

## آب‌وهوا
سنگ سفید دارای آب‌وهوای معتدل کوهستانی است. دمای هوا در گرم‌ترین روزهای تابستان به‌ندرت از ۳۰ درجه سانتی‌گراد فراتر می‌رود، به‌همین دلیل استفاده از انواع کولر در خانه‌ها رایج نیست.

## اقتصاد
اقتصاد روستا مبتنی بر کشاورزی، دامداری، و باغداری است. محصولات اصلی شامل گردو، بادام، انگور، غلات و علوفه است. در حیاط خانه‌ها معمولاً درختان گردو، بادام و انگور دیده می‌شود. دامداری نیز در منطقه فعال است و گله‌های گوسفند متعلق به اهالی در صحراهای اطراف و مزارع دیده می‌شوند.
محصولات لبنی سنتی و با کیفیتی مانند کره، روغن حیوانی، سرشیر، کشک و شیر محلی در روستا تولید می‌شود.

## امکانات عمومی
روستا دارای امکاناتی نظیر:
- یک مدرسه ابتدایی با دو معلم و حدود ۱۵ دانش‌آموز
- یک خانه بهداشت نسبتاً مجهز با دو بهورز (یک خانم و یک آقا)
- یک نانوایی
- سه سوپرمارکت
- یک حمام عمومی

## اماکن مذهبی
روستای سنگ سفید دارای دو مسجد و دو حسینیه است:
- مسجد بزرگ حضرت ابوالفضل (ع)
- مسجد کوچک صاحب‌الزمان (عج)
- حسینیه حضرت علی‌اکبر (ع)
- حسینیه حضرت ابوالفضل (ع)

## آیین‌های مذهبی
در ایام ماه محرم، عزاداری‌ها از شب پنجم یا ششم آغاز می‌شوند و معمولاً همراه با پذیرایی ناهار و شام برگزار می‌گردند. این مراسم‌ها به‌صورت رسمی در قالب دو هیئت مذهبی با نام‌های:
- هیئت حضرت علی‌اکبر (ع)
- هیئت حضرت ابوالفضل (ع)

برگزار می‌شود.

## فرهنگ و آداب
مردم روستا با زبان ترکی با لهجه محلی صحبت می‌کنند. یکی از غذاهای محبوب مردم در فصل تابستان آب‌دوغ خیار است که با مواد محلی تهیه می‌شود. فرهنگ روستا بر پایهٔ مهمان‌نوازی، مشارکت اجتماعی و حفظ سنت‌های مذهبی و ملی استوار است.

## وجه‌تسمیه
در بالادست روستای سنگ سفید، تکه‌سنگ‌های بزرگی با رنگ سفید دیده می‌شوند که احتمالاً دلیل نام‌گذاری این روستا به «سنگ سفید» بوده‌است. این سنگ‌ها از ویژگی‌های طبیعی شناخته‌شدهٔ اطراف روستا به‌شمار می‌آیند.

## شهدا
روستای سنگ سفید دارای ۱۳ شهید در دوران دفاع مقدس است. نخستین شهید این روستا شهید جمشید خراسانی می‌باشد.

## ایثار و شهادت
روستای سنگ سفید ۱۳ شهید تقدیم انقلاب اسلامی کرده است. در همین راستا، خانم بهجت خراسانی، بانوی ۵۷ ساله اهل این روستا و خواهر شهید جمشید خراسانی، بدون داشتن سواد و بدون استفاده از نقشه، فرشی به ابعاد یک در دو متر را بافته‌است. این فرش، بافت ذهنی دارد و در مدت سه ماه تکمیل شده‌است. در حاشیهٔ این فرش گلدانی نقش بسته‌است و گلبرگ‌های آن مزین به آیات قرآن، اسامی فرزندان امام حسین (ع)، و تاریخ تولد و شهادت ۱۳ شهید روستای سنگ سفید است.